# Донець Олександр Дмитрович
О́лександр Дми́трович До́нець (нар. 4 лютого 1966, Київ) — керівник ДП «Антонов», заслужений авіабудівник України (2016).

## Життєпис
1988 року закінчив Київський інститут інженерів цивільної авіації за фахом «Технічна експлуатація літальних апаратів». Трудову діяльність за фахом розпочав в конструкторському бюро (КБ) «Антонов» на посаді інженера з експлуатації. У цьому КБ за час роботи досяг посади головного інженера льотно-випробувальної та доводочної бази.
Протягом червня 2007 — жовтня 2008 років очолював Київський авіаційний завод «Авіант». У 2014 році був генеральним директором Державного авіаційного підприємства (ГАП) «Україна». З вересня 2015 року по листопад 2016 року працював помічником директора державного підприємства з обслуговування повітряного руху України «Украерорух». З грудня 2016 року віце-президент з виробництва Державного підприємства (ДП) «Антонов». 30 травня 2018 року наказом «Укроборонпрому» призначений керівником ДП «Антонов».
9 червня 2020-го був звільнений з посади директора ДП «Антонов» за наказом Айвараса Абромавичуса. Подав до суду з вимогою визнати рішення незаконним. 15 червня Окружний адміністративний суд Києва призупинив звільнення президента Донця.

## Нагороди
- Грамота Міністерства оборони України (2018).